# Joseph Paintsil
Joseph Paintsil (Accra, 1998. február 1. –) ghánai válogatott labdarúgó, a LA Galaxy csapatában játszik Testvére, Seth Paintsil szintén profi labdarúgó.

## Pályafutása

### Klubcsapatokban

#### Ferencvárosi TC
Paintsil Fadamában, Accra egyik külvárosi negyedében született és futballozni is a helyi Ajax Accra FC csapatában kezdett el, majd a mára már megszűnt szintén accrai Red Bull Ghana akadémiáján nevelkedett. 2015 és 2017 között az élvonalbeli Tema Youth csapatának játékosa volt, mígnem 2017 augusztusában szerződtette őt a magyar élvonalbeli Ferencvárosi TC.
Az NB I-ben góllal mutatkozott be, szeptember 9-én a Vasas elleni bajnokin kezdőként kapott lehetőséget és talált az angyalföldi csapat hálójába. Jó formája ezután is kitartott, negyedik bajnokiján a Balmazújvárosi FC ellen már harmadik gólját szerezte, ami az azt megelőző tizenhárom évben egyetlen ferencvárosi igazolásnak sem sikerült. December 2-án látványos gólt szerzett a bajnoki rivális Videoton ellen 3–1-re megnyert találkozón, ez a gól később a szurkolók szavazatai alapján elnyerte az Év gólja díjat. Az őszi szezonban tizennégy tétmérkőzésen hat gólt és négy gólpasszt szerzett, a Nemzeti Sport Online osztályzatai alapján pedig ő lett az őszi idény legjobb mezőnyjátékosa.
A téli átigazolási időszakban felmerült, hogy a török Galatasaray és a belga Genk is szerződtetné a ghánai támadót, de a magyar csapat egy vételi opciós egyezségre hivatkozva ezt megvétózta. Paintsil a felkészülési időszak kezdetéről maláriás megbetegedésre hivatkozva hiányzott és csak késve kapcsolódott be a budapestiek edzéseibe. Ezt követően a tavaszi szezonban is a Ferencvárosban játszott, tíz mérkőzésen három gólt szerzett a végül bajnoki ezüstérmes csapatban. 2018. június 11-én a Genk hivatalos honlapján jelentette be Paintsil szerződtetését, akiért sajtóhírek szerint közel 700 000 eurót fizetett a belga klub a ghánai Tema Youthnak. A Genk hivatalos sajtótájékoztató keretein belül július 3-án mutatta be Paintsilt, mint új igazolását.

#### Genk
A 2018-2019-es szezon elején sérüléssel bajlódott, így kihagyta csapata első három bajnokiját és első négy Európa-liga-mérkőzését. Augusztus 19-én, a Charleroi ellen mutatkozott be új csapatában, első gólját pedig október 5-én szerezte a Gent elleni bajnokin. A nemzetközi kupaporondon a dán Brøndby IF elleni Európa-liga play-off mérkőzésen szerepelt először a belga klub színeiben. A sorozat csoportkörében a norvég Sarpsborg ellen csereként állt be a félidőben, majd a hátralévő négy körben minden alkalommal a kezdőcsapatban kapott helyet a csoportját megnyerő Genkben. A kieséses szakaszban a cseh Slavia Praha 4–1-es összesítéssel ejtette ki a csapatot, Paintsil a párharc egyik mérkőzésén sem lépett pályára, a nemzetközi kupában összesen kilenc alkalommal kapott lehetőséget és két gólt szerzett. A kupában ugyan a negyeddöntőben búcsúzott csapatával, azonban a bajnokságban aranyérmet nyert a Genkkel, 25 találkozón három góllal kivéve részét a sikerből. A bajnokság rájátszásában az Anderlecht elleni 3–0-s siker alkalmával szerzett fontos gólt.
A következő idény elején a kispadon kapott helyet a Belga Szuperkupa-mérkőzésen, amelyet csapata megnyert. Leandro Trossard Angliába való távozását követően kapott több lehetőséget a kezdőcsapatban, első gólját pedig augusztus 17-én, a Waasland-Beveren ellen szerezte. Az ezt követő időszakban rendszeresen kezdőként lépett pályára klubjában, azonban szeptember 13-án a Charleroi elleni mérkőzésen megsérült és több hónapos kihagyás várt rá. November 23-án, a Mouscron elleni bajnokin léphetett ismét pályára. A Bajnokok Ligájában a Napoli elleni csoportmérkőzésen mutatkozott be, de sérülése miatt mindössze kétszer játszott a sorozat főtábláján, amelynek következő körébe klubja nem jutott be. A bajnokságban később inkább Théo Bongonda kapott több lehetőséget a helyén, majd a koronavírus-járvány miatta belga bajnokságot félbeszakították és később a Club Brugge-t nyilvánították bajnoknak.

#### Los Angeles Galaxy
2024. február 21-én az amerikai Los Angeles Galaxy négy évre szóló szerződést kötött vele, valamint 9 millió dolláros átigazolási díjat fizetett érte.

### A válogatottban
Többszörös ghánai korosztályos válogatott, 2017 májusában debütált a felnőtt válogatottban egy Benin elleni barátságos mérkőzésen.

## Sikerei, díjai
Ferencvárosi TC
- Magyar bajnoki ezüstérmes: 2017–2018

 Genk
- Belga bajnok: 2018–2019[31]
- Belga labdarúgó-szuperkupa: 2019

## Mérkőzései a ghánai válogatottban
| #  | Dátum             | Ellenfél                  | Eredmény | Kiírás              | Esemény   |
| -- | ----------------- | ------------------------- | -------- | ------------------- | --------- |
| 1. | 2017. május 25.   | Benin                     | 1 – 1    | barátságos mérkőzés | 23'       |
| 2. | 2022. január 5.   | Algéria                   | 0 – 3    | barátságos mérkőzés |           |
| 3. | 2022. január 10.  | Marokkó                   | 0 – 1    | ANK                 | 86'       |
| 4. | 2022. január 14.  | Gabon                     | 1 – 1    | ANK                 | 65' 90+4' |
| 5. | 2022. január 18.  | Comore-szigetek           | 2 – 3    | ANK                 | 60'       |
| 6. | 2022. június 5.   | Közép-afrikai Köztársaság | 1 – 1    | ANK-selejtező       | 63'       |
| 7. | 2023. március 23. | Angola                    | 1 – 0    | ANK-selejtező       | 69'       |
| 8. | 2023. március 27. | Angola                    | 1 – 1    | ANK-selejtező       | 61'       |
| 9. | 2023. június 18.  | Madagaszkár               | 0 – 0    | ANK-selejtező       | 74'       |